# Związani
Związani (cz. Pouta) – czesko-słowacki dramat filmowy z 2009 roku w reżyserii Radima Špačeka. Obraz otrzymał w 2011 roku kilkanaście nominacji do Czeskich Lwów, z czego zdobył pięć statuetek, w tym za najlepszy film roku, reżyserię i scenariusz. 
Zdjęcia do filmu powstały w Ostrawie.